# Paolo Zuccarelli
Paolo Zuccarelli (Milano, 24 agosto 1886 – Marcilly-la-Campagne, 19 giugno 1913) è stato un pilota automobilistico e ingegnere italiano.

## Carriera
Paolo Zuccarelli studiò alla scuola di arti e mestieri di Brescia, dove si laureò ingegnere. Dopo un breve periodo all'Automobili Florentia, passò nel 1909 all'Hispano-Suiza, debuttando in maggio nella categoria voiturette. Sotto gli occhi del fondatore Marc Birkigt, Zuccarelli mise in luce le sue doti di guida e messa a punto guidando la corsa davanti alle favorite Peugeot, prima di essere costretto al ritiro per un problema tecnico. Si rifece con un buon sesto posto alla Coupe des Voiturettes a Boulogne. Nel 1910, si stabilì definitivamente in Francia.
Sempre con l'Hispano-Suiza, Zuccarelli arrivò terzo alla Coppa di Catalogna del 1910, dietro alle Peugeot, considerate all'epoca imbattibili. In settembre, vinse la Coppa di Ostenda, davanti a Georges Boillot, e la Coupe des Voiturettes, davanti a Jules Goux.

## Il passaggio alla Peugeot
Alla fine del 1910, l'Hispano-Suiza si ritirò dalle competizioni, così, nel 1911, Zuccarelli fu ingaggiato dalla Peugeot per sostituire Giosuè Giuppone, morto in un incidente alla Coupe des Voiturettes: il pilota milanese si ritrovò così fianco a fianco con i suoi ex avversari Boillot, Goux, e René Thomas. Zuccarelli debuttò nella sua nuova squadra con un incidente alla Coupe des Voiturettes, a cui seguì un secondo posto alla Coppa di Ostenda, dietro a Goux.
All'inizio del 1912, la squadra dei piloti Peugeot riuscì a convincere Robert Peugeot ad affidare loro la creazione di una nuova vettura da corsa. Georges Boillot si rivolse così all'ingegnere svizzero Ernest Henry per la realizzazione in concreto del nuovo progetto, che era coperto dal riserbo più assoluto.
Questa nuova squadra, chiamata les Charlatans dai tecnici Peugeot (soprannominati a loro volta Sorciers), ebbe il compito di sviluppare una vettura completamente nuova, moderna, di cilindrata ragionevole, in contrasto ai modelli ad alta cilindrata dei Sorciers e degli altri costruttori. Il nuovo tipo di vettura ottenne risultati migliori, portando così all'accantonamento dei modelli ad alta cilindrata.
Grazie alla sua formazione tecnica, Zuccarelli fu l'elemento della squadra che collaborò di più con Henry per concretizzare le loro idee, che sfociarono nella creazione della Peugeot L76, della L3, e delle loro derivate EX3 e EX5.
Il debutto per le nuove vetture avvenne al Gran Premio di Francia 1912, svoltosi a Dieppe: la vittoria andò a Georges Boillot, mentre Zuccarelli fu costretto al ritiro per un problema di accensione. Alla Coupe de la Sarthe, arrivò un secondo posto, dietro al compagno Jules Goux, con Boillot che marcò il giro più veloce.
L'anno successivo, Zuccarelli e Goux parteciparono alla 500 miglia di Indianapolis con una L76, con cilindrata ridotta a 7,3 litri: Zuccarelli marcò il giro più veloce, ma fu costretto al ritiro da una rottura meccanica che causò anche un principio d'incendio. La vittoria finale andò a Goux.

## La morte
Il 19 giugno 1913, durante le prove preparatorie del Grand Prix di Francia della A.C.F. nei pressi di Parigi, Zuccarelli guidava una Peugeot EX3 su una strada aperta al traffico: mentre era lanciato a tutta velocità su un rettilineo, un carretto di fieno sbucò lateralmente, tagliandogli la strada. L'automobile si capovolse non lasciando scampo al pilota italiano. Il meccanico  Fanelli, coinvolto nell'incidente, fu trasportato in gravissime condizioni  all'oespedale, dove morì poche ore dopo. A ricordo di quell'incidente, è stato posto un cippo commemorativo nel punto esatto in cui avvenne.